# Pilar Perdices Sintes
Pilar Perdices Sintes (Maó, Menorca, 19 d'octubre de 1931) és una pintora menorquina, una de les artistes més representatives del post–informalisme de l'escola catalana. Resident a Barcelona, ha estat dedicada a la creació pictòrica i també a l'ensenyament de les arts plàstiques com a catedràtica a secundària.

## Biografia
Nascuda en el carrer des Negres, de Maó, és filla d'una maonesa de família pagesa i d'un militar que hi estigué destinat a començaments de la Segona República. Quan tenia dos anys el destí del pare traslladà la família a Palència i a Alcalá de Henares. Fou afusellat a Belchite durant la Guerra Civil espanyola i ella visqué amb la mare a Saragossa i després a Barcelona, al barri de Gràcia. Es llicencià en Belles Arts el 1967 a l'Escola Superior de Belles Arts de Sant Jordi. Més tard es llicencià també en Psicologia.

## Obra
Amb una formació acadèmica clàssica, s'especialitzà inicialment en el retrat figuratiu, amb un gran domini de la tècnica i la figura, mentre que s'intensificava i enfortia la relació amb artistes i galeristes barcelonins, com Antoni Tàpies, Joan Brossa o Jordi Costa, fundador i director de la galeria Taller de Picasso.
Les primeres obres, que eren figuratives i acadèmiques, van evolucionar decididament als anys setanta cap a l'abstracció i es van omplir de símbols, lletres, pictogrames i noves textures. Als anys vuitanta troba nous referents i s'interessa pels expressionistes abstractes nord-americans, com Rothko i Jackson Pollock; comença a pintar grans formats amb cartons reciclats. A partir dels noranta incorpora els seus llibres sobre paper, en què pinta i escriu, i es dedica al gravat –aiguafort i litografia.
La seva obra pren com a punt de partida un paisatge solitari d'aparença abstracta, en què es reconeix, però, la natura i l'espai. Basculant entre l'experiència sensorial i la investigació creativa, la seva recerca dona lloc a la plasmació d'espais interiors, somniats o imaginats, els paisatges mentals de l'artista, per mitjà de tècniques, colors i materials que configuren un univers molt personal, i una síntesi de força, essencialitat i delicadesa. Fa servir el grattage i el dripping, recursos tècnics propis de l'informalisme i de l'expressionisme abstracte.
L'any 2010 Pilar Perdices es va proposar fer donació a Menorca d'una vuitantena d'obres representatives de la seva trajectòria, fet que es produí l'any següent. El 2016 una triple exposició a Maó –al Claustre del Carme, Ca n'Oliver i la Sala de Cultura “Sa Nostra”– mostrà l'obra donada, juntament amb els vint gravats que les institucions menorquines havien comprat a l'artista.

## Algunes exposicions[9][10]
- 1967 «Oleos», Sala Vayreda, Barcelona[11][12]
- 1975 Cercle Artístic de Sant Lluc, Barcelona
- 1976 Art-Inver, Barcelona
- 1976 Taller de Picasso, Barcelona
- 1977 Galeria Xiris, Tarragona
- 1978 Galería Atenas, Zaragoza
- 2001  «Antològica», Pia Almoina, Pla de la Seu, Barcelona, del 5 de juliol al 30 d'agost de 2001
- 2002 «Pintures i dibuixos» Museu Enric Monjo de Vilassar de Mar, Barcelona
- 2002 «Pintures», Galería d'Art Bach Quatre, Barcelona
- 2003 «Pintures» Galería Opera, Sitges, Barcelona
- 2003 “Pintures, Lonetes i Cartrons”, Centre Cultural Torre Vella, La Pineda de Salou, Barcelona
- 2004 «Pintures», Sala Blanquerna-Librería Generalitat de Catalunya, Madrid
- 2004 «Pintures», Fundació cultural Caixa Terrassa,Terrassa, Barcelona
- 2005 «Pintures i dibuixos», Galería Art Vall, Andorra

- 2006 «Pintures», Auditori Municipal de Montcada i Reixac[13]
- 2007 «Pintures», Galería Joan Rafa, Sant Just Desvern, Barcelona
- 2008 «Pintures», Museu Enric Monjo de Vilassar de Mar, Barcelona
- 2009 «Passen Coses», antològica organitzada pel Consell Insular de Menorca, Departament de Cultura, Patrimoni, Educació i Joventutː Claustre del Carme, Maó, Menorca - Ateneu Cultural de Maó - El Roser, Ciutadella, Menorca - La Misericòrdia, Palma - Galeria Encant, Maó
- 2011 «Draps i cartrons», Galeria Encant, Maó, Menorca
- 2011 «Pintura», Galeria d'art Carme Espinet, Barcelona
- 2011 «Retrospectiva pintures», Galeria Xibau, Ferreries, Menorca
- 2011 «Pintures i lonetes», Celler Can Ginestar, San Just Desvern, Barcelona
- 2012 «Poemes del Rio Wang», Galeria Beaskoa, Barcelona
- 2013 «Diàlegs amb la natura», Sala Artemisia, Art & Tendències, Les Franqueses del Vallès, Barcelona
- 2014 «Paisatges de la memòria». Exposició al Museu d'Art Contemporani Florencio de la Fuente, Requena, València[14]
- 2016 «Obra donada al poble de Menorca», Exposició a Maó
- 2016 «Espais somiats», Galeria Artemisia, Art & Tendències, Les Franqueses del Vallès, Barcelona
- 2017 «Paisatges de la memòria», Castillo do Castrodouro[5]

## Premis[9][10][4]
- 1974 XIII Premi Internacional de dibuix Joan Miró, Barcelona
- 1975 Premi Garabado, Cercle Sant Lluc, Palau de la Virreina, Barcelona
- 1976 Primer Accèssit del Premi de dibuix Sant Jordi de la Diputació de Barcelona, Palau de la Virreina – Barcelona
- 1977 Primer premi del Premi de dibuix Sant Jordi de la Diputació de Barcelona, Palau de la Virreina – Barcelona
- 1982 Finalista del premi Calviá 82, Ajuntament de Calvià, Mallorca
- 1986 Arco´86, Palacio de Ferias y Congresos, Madrid, Galeria Tertre de Mataró
- 1993 Primer premi de pintura. Premi Donart 93, Casa Elizalde, Barcelona
- 2003 Primer premi de gravat, Premi d´art Gävieborg 2003, Olot, Barcelona
- 2004 Exposició Kalós y Atenas, Arte en Zaragoza, 1936-1979, Palacio de Sástago, Zaragoza
- 2005 Premi del concurs de dibuix Ynglada-Guillot, XLIIIa edició, Espai Volart Barcelona[7]
- 2005 Finalista III Premi de Pintura de Torroella de Mongrí, Fundació Vila Casas, Torroella de Montgrí, Girona
- 2006 Primer premi del Premi de Pintura Joan Ramon Masoliver amb l'obra Je marche tout seule', Montcada i Reixac, Barcelona[13]
- 2010 Premi de Pintura Guillermo de Olives Pons - XXXIX Saló de Primavera. Medalla d'or, Ateneu de Maó, Menorca